# Serres (Hautes-Alpes)
Serres is een gemeente in het Franse departement Hautes-Alpes (regio Provence-Alpes-Côte d'Azur). De plaats maakt deel uit van het arrondissement Gap. Serres telde op 1 januari 2022 1.303 inwoners.

## Geschiedenis
Het kasteel van Serres ontstond in de 8e eeuw. De plaats bij het kasteel werd voor het eerst genoemd in 988 en lag op een kruispunt van wegen, tussen Grenoble en Marseille enerzijds en tussen Briançon en Avignon anderzijds. De plaats groeide dankzij de handel en haar graanmolens op de rivier en het kasteel groeide uit tot een bijna niet in te nemen citadel. In de 14e eeuw werden er grote markten gehouden en ook op bestuurlijk vlak won Serres aan belang als zetel van een baljuw. De plaats barstte uit haar te klein geworden stadsomwalling en een nieuwe, grotere stadsmuur werd gebouwd. In de 16e eeuw werd Serres een place de sûreté voor de hugenoten. François de Bonne de Lesdiguières, de protestantse leider in de Dauphiné, was immers heer van Serres. Dit was de bloeitijd van Serres. Er verrezen huizen van rijke burgers in renaissancestijl.
In de 18e en 19e eeuw groeide het landbouwareaal door ontbossing en de rivier werd ingedijkt. De bevolking groeide en de bebouwing breidde zich uit. In 1875 werd het treinstation geopend. In de eerste helft werd Serres een centrum van de fruitteelt. De hellingen werden herbebost.

## Geografie
De oppervlakte van Serres bedroeg op 1 januari 2022 18,57 vierkante kilometer; de bevolkingsdichtheid was toen 70,2 inwoners per km².
Het centrum van de gemeente ligt op 660 meter hoogte in de vallei van de Buëch.
De onderstaande kaart toont de ligging van Serres met de belangrijkste infrastructuur en aangrenzende gemeenten.

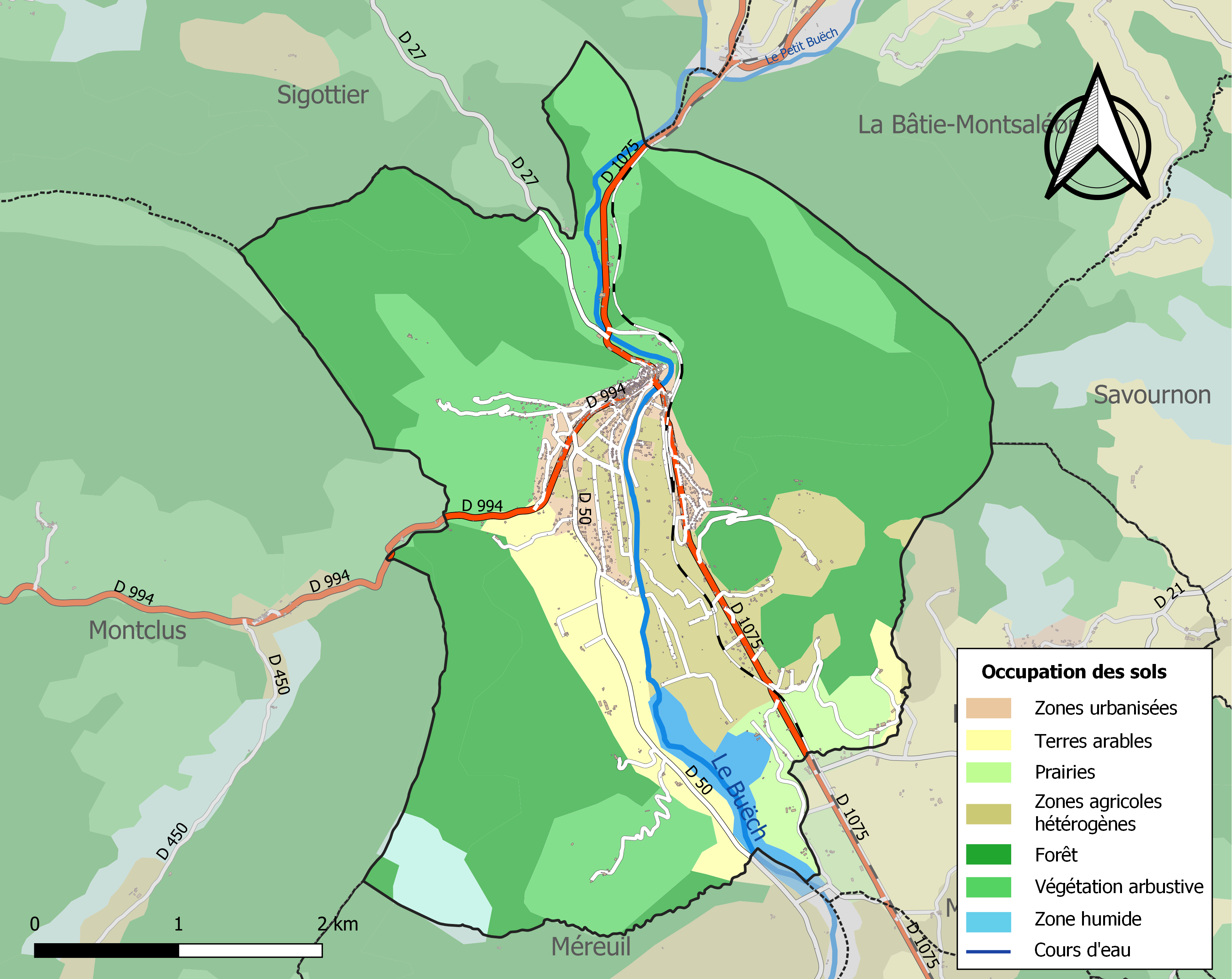

## Verkeer en vervoer
In de gemeente ligt spoorwegstation Serres op de lijn tussen Marseille-Veynes-Gap en Marseille-Veynes-Grenoble. Serres ligt eveneens op de kruising van twee belangrijke regionale wegen: de D994 Nyons-Gap en de D1075 Grenoble-Sisteron. De D994 vertrekt in Serres in westelijke richting over de Baronnies in de richting van de Col de la Saulce (874 m). In noordwestelijke richting vertrekt de kleinere D27 naar de Col de Carabès (1261 m) en de Diois.

## Demografie
Na de Tweede Wereldoorlog daalden de bevolkingscijfers.
Onderstaande figuur toont het verloop van het inwonertal (bron: INSEE-tellingen).
Vanwege een beveiligingsprobleem met de MediaWiki Graph-software is het momenteel niet mogelijk deze grafiek weer te geven. Zodra de software is bijgewerkt zal de grafiek vanzelf weer zichtbaar worden.

## Bezienswaardigheden

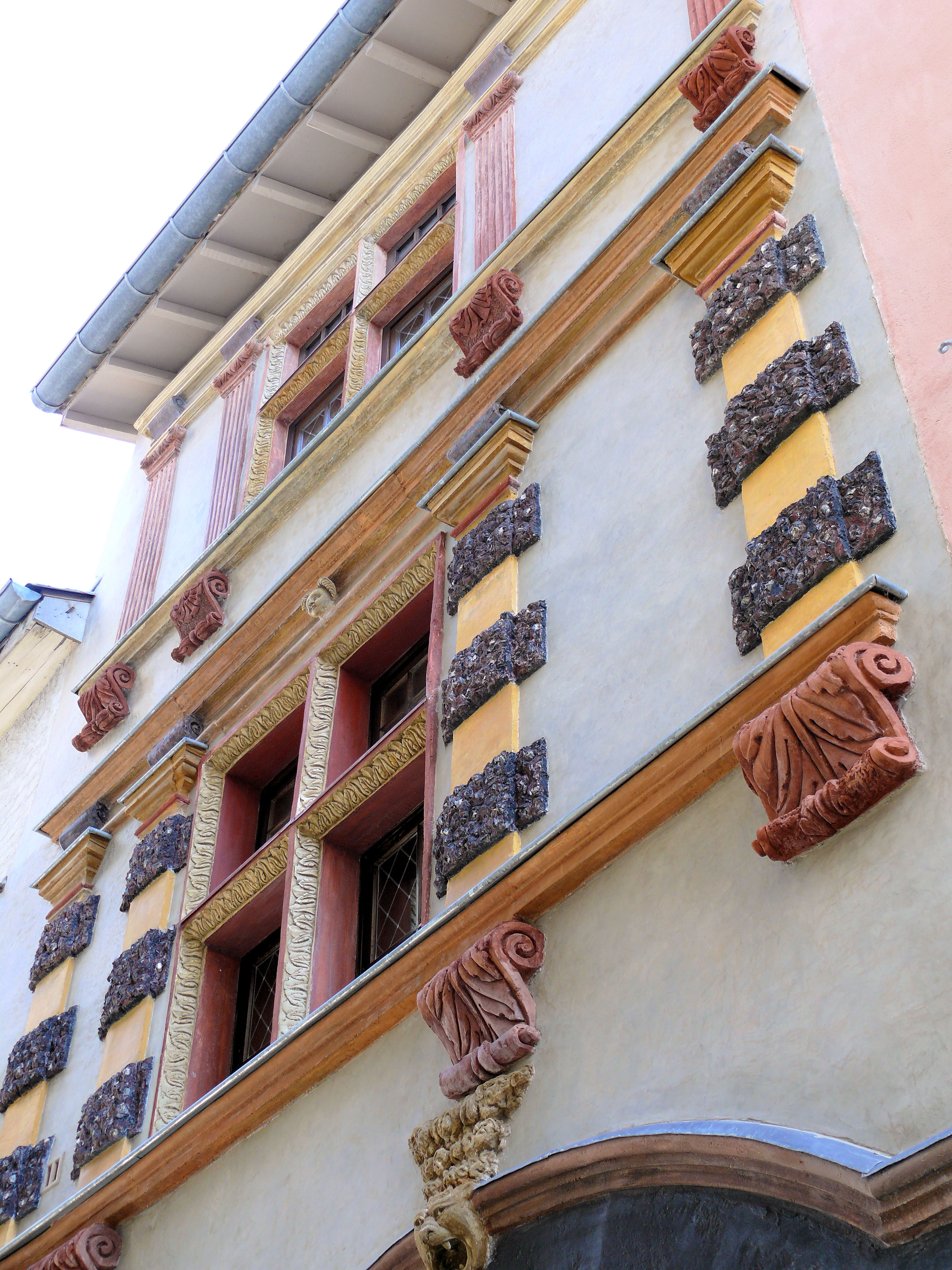
Maison de Lesdiguières

De Tour Saint-Claude is een restant van de vestingwerken van Serres. Het kasteel van Seres bestaat echter niet meer.
De bovenstad heeft haar middeleeuws karakter met smalle, bochtige straten behouden. Het gemeentehuis is gevestigd in de voormalige woning van Gaspard de Perrinet. Verder is er het Maison de Lesdiguières. Beide zijn gebouwd in renaissancestijl en beschermd als historisch monument. Dit geldt ook voor de romaanse kerk uit de 12e eeuw.

## Geboren in Serres
- Alfred Molimard (1888-1943), damgrootmeester